# Petite rivière du Loup (Rivière-du-Loup)
Pour les articles homonymes, voir Petite rivière du Loup.
La Petite rivière du Loup coule entièrement dans la ville de Rivière-du-Loup, dans la MRC de Rivière-du-Loup, dans la région administrative du Bas-Saint-Laurent, au Québec, au Canada.
La Petite rivière du Loup est un affluent de la rive est de la rivière du Loup laquelle coule vers le nord pour se déverser sur la rive sud du fleuve Saint-Laurent à la hauteur de Rivière-du-Loup, dans la municipalité régionale de comté (MRC) de Rivière-du-Loup.

## Géographie
La Petite rivière du Loup prend sa source dans une zone agricole près d'un terrain de golf à 1,9 km au sud-est du littoral sud-est de l'estuaire du Saint-Laurent, soit entre la route 132 (route des Pionniers) et l'autoroute 20 (au nord de la sortie 514). Cette source est située à 2,0 km à l'est du centre du village de Cacouna (Saint-Georges-de-Cacouna) et à 2,9 km à l'ouest du centre du village de Saint-Arsène.
À partir de sa source, la Petite rivière du Loup coule sur un total de 11,0 km, répartis selon les segments suivants :
- 2,5 km vers le sud-ouest dans la municipalité de Cacouna en passant au sud du village, jusqu'à la rue de l'Église ;
- 2,6 km vers le sud-ouest, jusqu'à l'ancienne limite de Saint-Georges-de-Cacouna (paroisse) ;
- 1,5 km vers le sud-ouest en recueillant les eaux du ruisseau Gagnon (venant du sud), jusqu'à la limite de Rivière-du-Loup ;
- 4,0 km vers le sud-ouest en passant au nord du Mont Pilote et dans le hameau L'Anse-au-Persil dans la ville de Rivière-du-Loup, jusqu'à la route 132 (route des Pionniers) ;
- 0,4 km vers le sud-ouest, jusqu'à sa confluence.

Le cours de la Petite rivière du Loup se dirige vers le sud-ouest en longeant le côté nord de l'autoroute 20.
La Petite rivière du Loup se déverse sur la rive est de la rivière du Loup, dans la ville Rivière-du-Loup. Cette confluence est située à 0,4 km en amont de la confluence de la rivière du Loup, à 0,2 km en aval du pont de l'autoroute 20 et à 0,8 km en aval du pont de la route 132.

## Toponymie
L'appellation Petite rivière du Loup figure sur une carte datée de 1934. Ce toponyme est dérivé de la rivière principale désignée rivière du Loup.
Le toponyme "Petite rivière du Loup" a été officialisé le 7 avril 1983 à la Commission de toponymie du Québec.